# Jan van Kessel (z Amsterdamu)

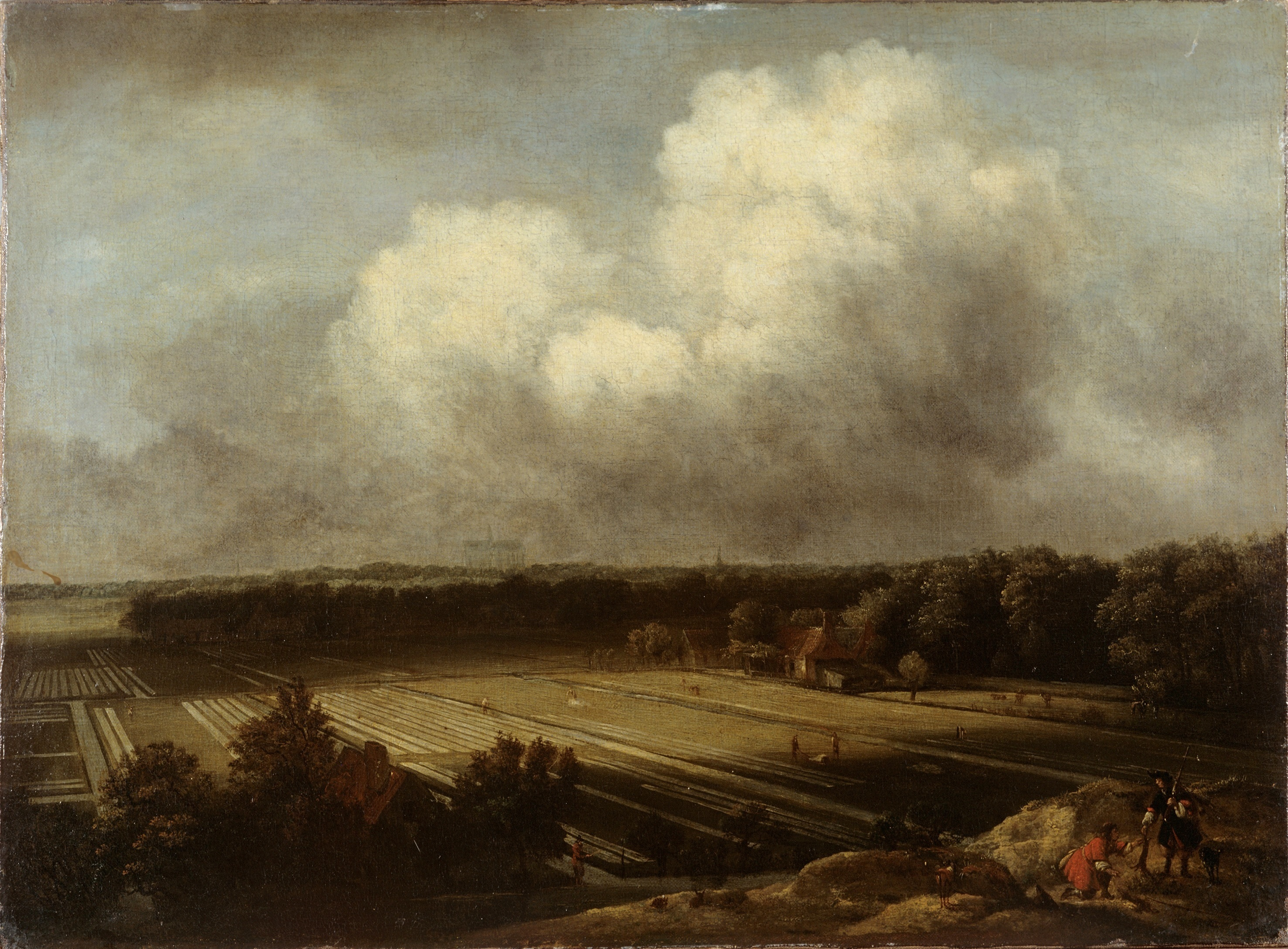
Bielenie płótna pod Haarlemem, (II poł. XVII w.),
Zamek Królewski na Wawelu, Kraków

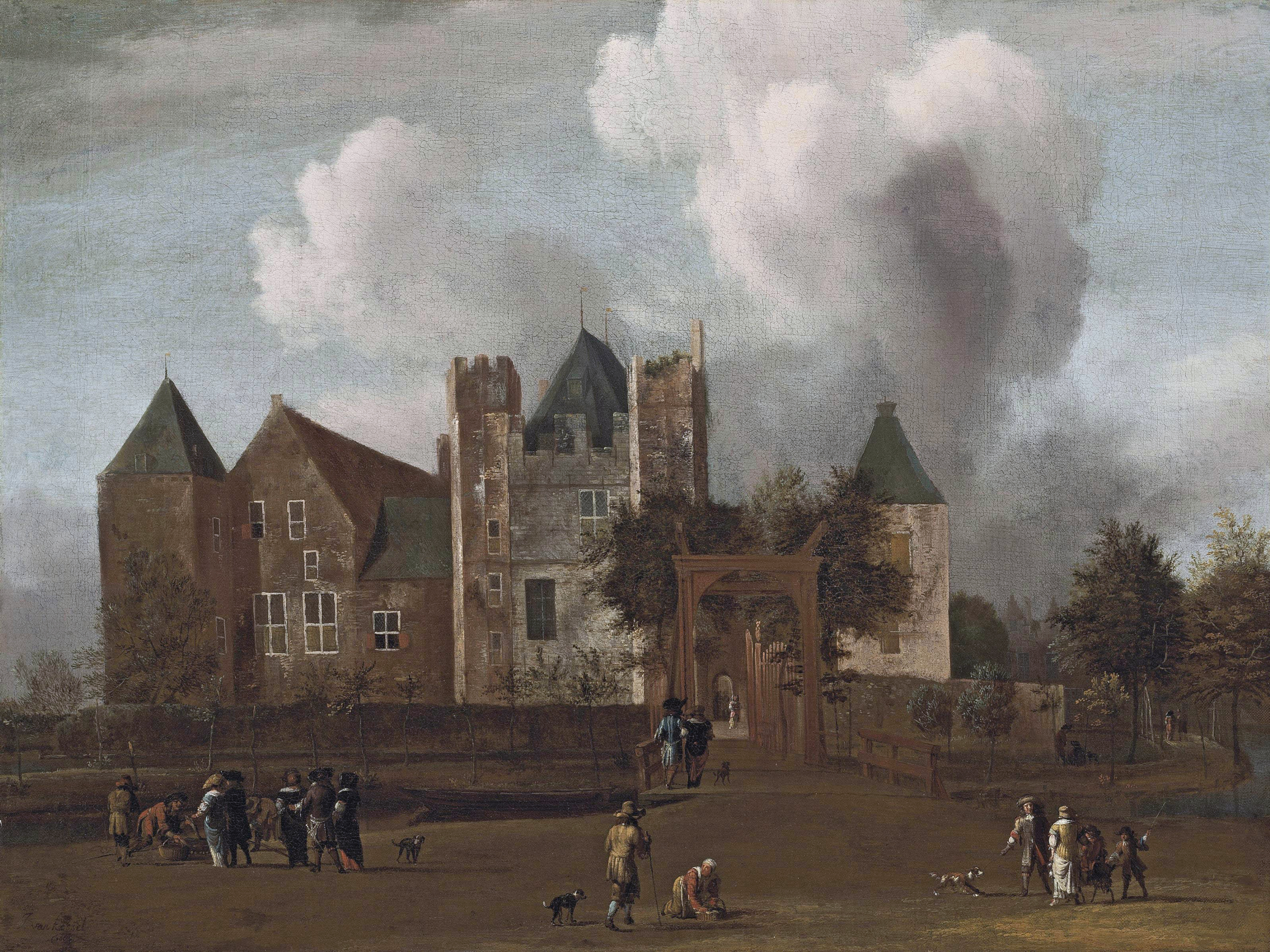
Widok zamku Purmerend, 1664, Prywatna kolekcja

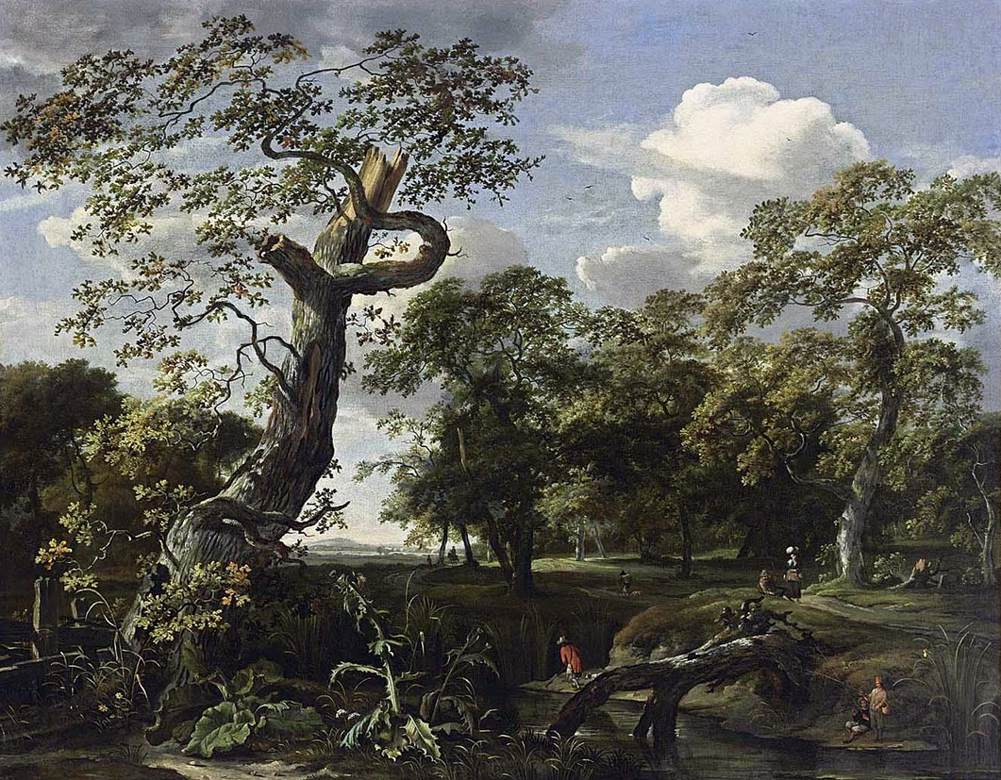
Pejzaż z rzeką, 1661, Prywatna kolekcja

Jan lub Johannes van Kessel znany też jako Kessel d'Amsterdam (ochrzczony 22 września 1641 w Amsterdamie, pochowany 24 grudnia 1680 tamże) – holenderski malarz i rysownik.
Tworzył pod wpływem Jacoba van Ruisdaela malując pejzaże i widoki miast. Przyjaźnił się z Meindertem Hobbemą, który był ojcem chrzestnym jego drugiego syna.
Atrybucja dzieł artysty jest utrudniona ze względu na podobieństwa do prac Ruisdaela i artystów z jego kręgu. Dodatkowe problemy sprawia fakt, że w XVII wieku działało dwóch malarzy flamandzkich noszących to samo imię i nazwisko.

## Wybrane prace
- Dolina, Amsterdam,
- Pralnia w okolicach Haarlemu, Bruksela,
- Pejzaż, Rotterdam.